# Parafia Świętego Krzyża w Budakalász
Parafia Świętego Krzyża w Budakalász – parafia rzymskokatolicka, administracyjnie należąca do archidiecezji ostrzyhomsko-budapeszteńskiej, znajdująca się w dekanacie Szentendre. 